# Shigeo Sawairi
Shigeo Sawairi (født 8. maj 1963) er en tidligere japansk fodboldspiller og træner.
Han har spillet for flere forskellige klubber i sin karriere, herunder Nagoya Grampus Eight.
Han har tidligere trænet JEF United Chiba og Kataller Toyama.